# آن (رمان)
«آن» (انگلیسی: It) یک کتاب از ژانر وحشت به قلم استیون کینگ است که نخستین بار در سال ۱۹۸۶ منتشر شد. رمان روایت غیرخطی دارد و از زبان سوم شخص گفته می‌شود. داستان کتاب در دو برهه زمانی؛ یعنی اواخر دهه ۵۰ و اواسط دهه ۸۰ در شهر دری واقع در ایالت مین آمریکا رخ می‌دهد. خط اصلی کتاب دربارهٔ گروهی از بچه‌ها معروف به گروه بازندگان است که با موجود عجیبی بنام پنی‌وایز رو به رو شده‌اند که توانایی‌هایی همچون دگرپیکری دارد. پنی‌وایز بیشتر خود را به شکل یک دلقک به بچه‌ها نشان می‌دهد و با تغذیه کردن از ترس آن‌ها به زندگی خود ادامه می‌دهد. این کتاب از مشهورترین و پرفروش‌ترین کتاب‌های استیون کینگ است.
تاکنون دو اقتباس از روی این کتاب انجام شده‌است. ابتدا یک مینی سریال در سال ۱۹۹۰ ساخته شده که با واکنش‌های ضد و نقیضی مواجه شد و سپس در سال ۲۰۱۷ و ۲۰۱۹ دو فیلم بلند سینمایی بنام آن و آن بخش دوم بر اساس این رمان ساخته شد که توانست به پرفروش‌ترین فیلم ترسناک تاریخ تبدیل شود.